# Emil Julius Gumbel

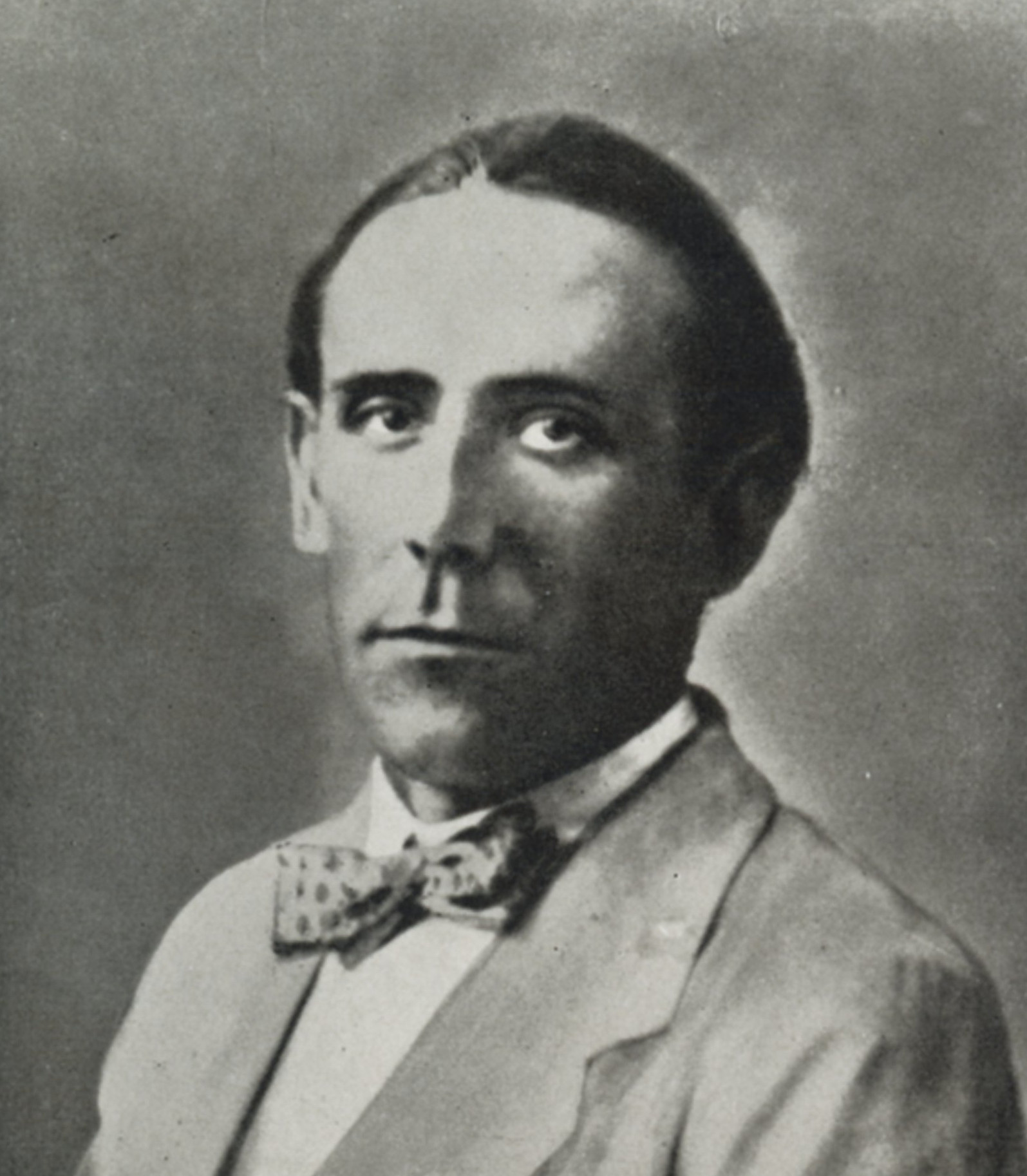
Emil Julius Gumbel, um 1931

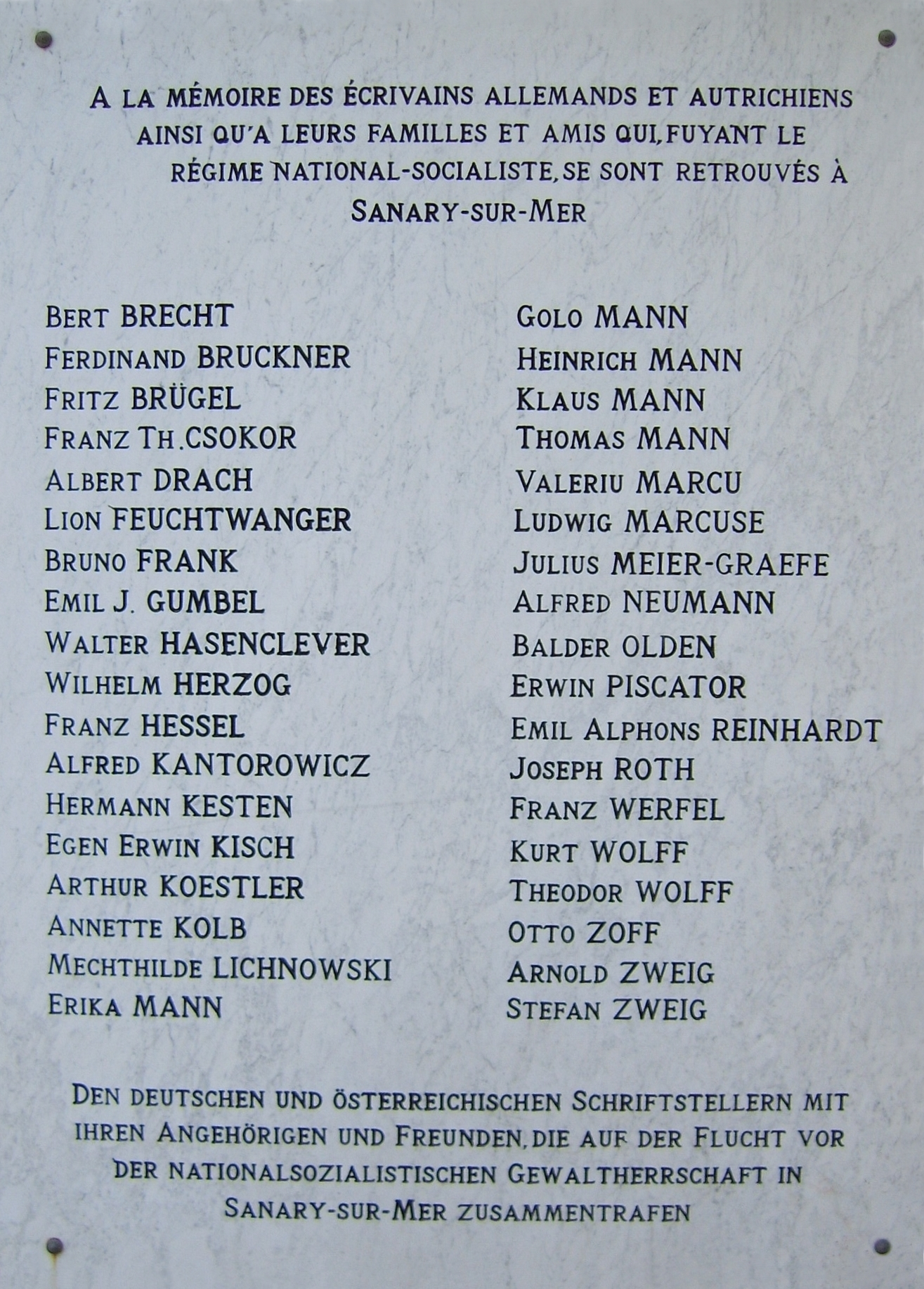
Gedenktafel für die deutschen und österreichischen Flüchtlinge in Sanary-sur-Mer, unter ihnen Emil Julius Gumbel

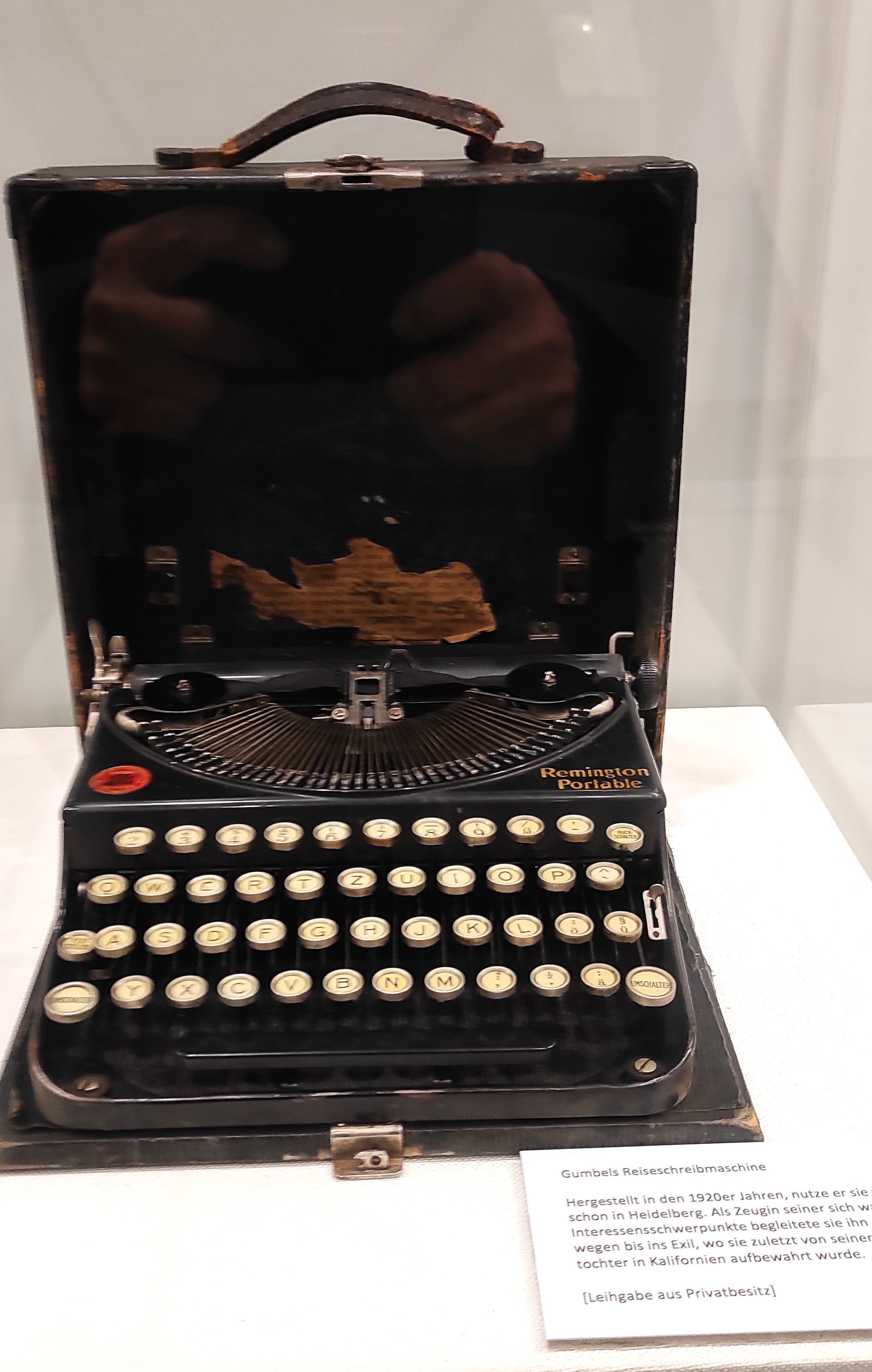
Gumbels Reiseschreibmaschine

Emil Julius Gumbel (* 18. Juli 1891 in München; † 10. September 1966 in New York) war ein deutsch-amerikanischer Mathematiker, politischer Publizist, Pazifist und Gegner des Faschismus. Er lehrte von 1923 bis 1932 an der Ruprecht-Karls-Universität Heidelberg, 1933–1940 in Lyon und 1953 als Professor an der Columbia-Universität.
Bekannt wurde er vor allem durch sein in der Erstauflage 1922 veröffentlichtes Buch Vier Jahre politischer Mord. Darin wies er durch vergleichende Analyse der statistischen Erhebungen die politische Rechtslastigkeit der Justiz im Deutschland der Weimarer Republik zwischen 1919 und 1922 nach, indem er die Urteile bei politisch motivierten Morden durch rechte und linke Täter einander gegenüberstellte und so zum Ergebnis kam, dass die 354 Täter aus dem republikfeindlichen rechten Spektrum – wenn überhaupt – mit äußerst milden Strafen tendenziell geschont wurden, wohingegen die 22 Täter aus dem Spektrum der politischen Linken zu unverhältnismäßig harten Strafen verurteilt wurden. Gumbel wurde mit dem Niedergang der Weimarer Republik zur Zielscheibe einer gleichgeschalteten Presse. Es kam 1930/31 zu den sogenannten „Gumbelkrawallen“ an der Universität Heidelberg. 1932 wurde ihm die Lehrberechtigung entzogen. 1933 floh er nach Frankreich und ging 1940 ins Exil in die USA.

## Kindheit und Ausbildung
Emil Julius Gumbel war Sohn von Hermann (1857–1916), Privatbankier, ab 1887 in München, und Flora (1869 Bruchsal−1916 München). Seine Großeltern waren Isaak Gumbel (geb. 15. Dezember 1823 in Stein am Kocher; gest. 15. Januar 1891 in Heilbronn) und Güta, geborene Stern (geb. 15. Januar 1829, gest. 16. September 1897 in Heilbronn).
Nach dem Abitur 1910 am Wilhelmsgymnasium München studierte Gumbel an der Ludwig-Maximilians-Universität München Mathematik und Nationalökonomie. 1913 wurde er Assistent am Seminar für Statistik und Versicherungswissenschaft. Er promovierte am 28. Juli 1914 zum Dr. oec. publ. mit der Arbeit Über die Interpolation des Bevölkerungsstandes.

## Berufliche Laufbahn
Wenige Tage nach seiner Promotion meldete Gumbel sich als Kriegsfreiwilliger, im 1. bayrischen Schneeschuhregiment im Elsass. Die reale Erfahrung als Teilnehmer am Ersten Weltkrieg machte ihn bald zum Pazifisten. Im Frühjahr 1915 ließ er sich unter einem Vorwand vom Kriegsdienst freistellen. Im Herbst 1915 trat er dem pazifistischen „Bund Neues Vaterland“ bei, der sich 1922 in „Deutsche Liga für Menschenrechte“ umbenannte. Bis zum Kriegsende 1918 arbeitete er bei der Flugzeugmeisterei am Flugplatz Johannisthal in Berlin. Danach, unterstützt durch Georg Graf von Arco vom „Bund Neues Vaterland“, arbeitete er bei Telefunken in Berlin. 1921 war er Lehrer an der Betriebsräteschule des Allgemeinen Deutschen Gewerkschaftsbundes in Berlin und studierte Physik.
1923 wurde Gumbel an der Universität Heidelberg habilitiert, obwohl er als politischer Aktivist in der mehrheitlich konservativ-monarchistischen Professorenschaft bereits heftig umstritten war. Gumbel war zunächst Privatdozent für mathematische Statistik in Heidelberg. Als er 1924 im Rahmen seines pazifistischen Engagements auf einer Veranstaltung der „Deutschen Friedensgesellschaft“ zum zehnten Jahrestag des Kriegsausbruchs vom „Felde der Unehre“ sprach, beantragte die gesamte philosophische Fakultät mit Ausnahme von Karl Jaspers seine Suspendierung. Der badische Kultusminister Willy Hellpach (DDP) lehnte dies ab.
Von 1925 bis 1926 war Gumbel auf Sabbatical in Moskau mit den mathematischen Ausführungen von Karl Marx und Friedrich Engels beschäftigt. 1930 verlieh Hellpach Gumbel den Professorentitel.
Insbesondere für die mehr und mehr vom nationalsozialistischen Studentenbund dominierte Studentenschaft war Gumbel ein rotes Tuch. Dabei spielte auch eine Rolle, dass Gumbel Jude war. Zur Jahreswende 1930/1931 erfolgten im Anschluss an seine Ernennung zum außerordentlichen Professor und der vom Kultusminister verfügten Auflösung des nationalsozialistischen Allgemeinen Studentenausschusses bei den „Gumbelkrawallen“ eine studentische Besetzung und polizeiliche Räumung der Universität. Als Gumbel auf einer internen Sitzung der „Heidelberger Sozialistischen Studentenschaft“ in Erinnerung an die Hungertoten des Steckrübenwinters 1916/1917 davon sprach, dass eine Kohlrübe sich besser als Kriegerdenkmal eigne als eine leichtbekleidete Jungfrau, entzog ihm am 6. August 1932 der Kultusminister Eugen Baumgartner (Zentrumspartei) die Lehrberechtigungen. Gumbels Rekurs gegen diese Entscheidung lehnte Baumgartner am 31. Januar 1933 ab. Im Juni 1932 gehörte Gumbel zu den Unterzeichnern des „Dringenden Appells“ des Internationalen Sozialistischen Kampfbundes.
Zur Zeit der NS-Machtübernahme im Januar 1933 war Gumbel schon in Paris, wo er seit Juli 1932 Gastvorlesungen an der Sorbonne hielt. Während in Heidelberg seine Wohnung geplündert und seine Schriften verbrannt wurden, engagierte er sich von Frankreich aus publizistisch gegen den Nationalsozialismus in Deutschland und unterstützte aus Deutschland nachkommende Emigranten.
Im August 1933 wurde ihm im Rahmen der Ersten Ausbürgerungsliste des Deutschen Reichs die deutsche Staatsangehörigkeit aberkannt. 1934 siedelte er nach Lyon über und arbeitete dort an der Universität. 1939 erhielten er und seine Familie die französische Staatsbürgerschaft.
Im Oktober 1940 gelang ihm nach dem Einmarsch der deutschen Truppen die Flucht über Portugal in die USA. In New York arbeitete er an der New School for Social Research. Er schrieb Berichte für die US-Regierungsbehörde Office of Strategic Services über die Wurzeln und Entwicklung der NSDAP und ihren Einfluss in anderen europäischen Ländern.
In den 1950er und 60er Jahren kehrte er zu einigen Gastaufenthalten nach Deutschland zurück. Die gewünschte Wiedereinstellung an der Universität Heidelberg blieb ihm verwehrt; die Freie Universität Berlin bot ihm eine Gastprofessur an. Er blieb aber in den USA, wurde amerikanischer Staatsbürger und nahm 1953 eine Professur an der Columbia-Universität an.
Gumbel war maßgeblich an der Entwicklung der Extremwerttheorie beteiligt, über die er 1958 mit Statistics of Extremes die erste Monographie, sein mathematisches Hauptwerk, verfasste. Nach ihm sind die Gumbel-Verteilung sowie die Gumbel-Copula benannt. Als er 1966 in New York starb, würdigte ihn keine deutsche Zeitung.

## Politisches Engagement
Seit seiner Kriegserfahrung betätigte er sich politisch. 1917 trat er der USPD bei, mit deren (nach einer ersten Abspaltung des linken Flügels im Jahr 1920) verbliebener Mehrheit er 1922 in die SPD wechselte. Vor allem aber betätigte er sich parteipolitisch relativ unabhängig als Pazifist auf internationaler Ebene. Am 14. März 1919 entging er einer standrechtlichen Erschießung, weil er noch nicht von einem Treffen internationaler Friedensfreunde in Bern zurückgekehrt war, an der als Delegierter des „Bundes Neues Vaterland“ teilgenommen hatte.
Im Februar 1920 bekam er auf einer Veranstaltung der Deutschen Friedensgesellschaft in Berlin-Charlottenburg mit einer Verletzung hautnah den rechten Terror zu spüren.
Neben seinen Büchern publizierte er regelmäßig in der Kulturzeitschrift Die Weltbühne und war Übersetzer und Herausgeber von Schriften des britischen Mathematikers Bertrand Russell, wie Politische Ideale (Berlin, 1922) und Einführung in die mathematische Philosophie (Berlin, 1923).
Zu seinem großen Thema wurden die zahlreichen politischen Morde in den Wirren der Nachkriegszeit seit der Novemberrevolution. Als Statistiker ließ er dabei die Zahlen für sich sprechen. In zwei Publikationen wies er nach, dass die Zahl der Morde aus dem rechten Spektrum deutlich überwog. So konnte er aufzeigen, dass im Zeitraum 1919 bis 1922 von 376 politisch motivierten Morden 354 dem rechten Spektrum zuzuordnen waren, lediglich 22 dem linken. Die „Einäugigkeit“ der Justiz in der Weimarer Republik, die er aufzeigte, war dabei frappierend: Die Mörder aus dem linken Lager wurden mit äußerster Strenge behandelt, es kam zu zehn Hinrichtungen auf 22 Morde. Mörder aus dem rechten Lager wurden dagegen mit großer Nachsicht behandelt: Bei 354 Morden erfolgten eine einzige lebenslange Strafe, keine einzige Hinrichtung und insgesamt 90 Jahren Haft – im Durchschnitt vier Monate Haft pro Mord. Viele Morde von rechts blieben gänzlich ungesühnt. Seine Publikationen erreichten ziemlich hohe Auflagen und führten zu einem parlamentarischen Untersuchungsausschuss im Preußischen Landtag, nachdem die Ergebnisse von Gumbels Buch Vier Jahre politischer Mord in einer vom Reichsjustizminister Gustav Radbruch in Auftrag gegebenen Studie bestätigt wurden.
Wohl infolge der Analysen politischer Morde wurde Gumbel ein Fachmann für nationalistische Geheimorganisationen, die sich aus den Freikorps entwickelten und für viele Morde aus dem rechten Spektrum verantwortlich waren. Insbesondere interne sogenannte Fememorde waren in diesen Organisationen zeitweise an der Tagesordnung. In seinen Büchern Verschwörer (1924) und Verräter verfallen der Feme (1929) (der Titel ist ein Zitat aus dem Statut der Organisation Consul) analysierte er deren Strukturen und machte auch auf die „Schwarze Reichswehr“ aufmerksam. Dies brachte ihm Prozesse wegen Landesverrats ein, die wie die meisten derartigen Prozesse im Sande verliefen und wohl vor allem dazu dienten, missliebige Journalisten und Autoren unter Druck zu setzen. Er war „der zeitgenössische Kenner“ des „völkisch-nationalen Lagers“, eines rechtsradikalen Milieus (Ulrich Herbert) und Netzwerks ideologisch nicht voneinander abgegrenzter „vaterländischer“ Verbände, völkischer Zirkel, studentischer Korporationen und Bünde, von Reichswehrführern und Bildungsgrößen wie Martin Spahn oder Arthur Moeller van den Bruck.
Er gab 1938 Freie Wissenschaft – ohne Ausrufezeichen und mit Betonung von frei –, ein Sammelbuch aus der deutschen Emigration (Sebastian-Brant Verlag, Strasbourg) heraus, zu welchem er die Einleitung mit dem Titel „Die Gleichschaltung der deutschen Hochschulen“ sowie den Beitrag „Arische Naturwissenschaft?“ beisteuerte. Dieses widmete er dem Andenken an Hochschullehrer, die im Zuge der Machtergreifung „unnatürlich“ zu Tode gekommen waren. Es sei „bezeichnend für die gegenwärtigen Zustände, dass es nicht immer gelingt festzustellen, ob, wie und wann“ (S. 7).

## Privatleben
1930 heiratete er Marieluise, geborene von Czettritz, geschiedene Solscher (geb. 9. August 1892 in Hau; gest. November 1952 in New York). Sie war die Tochter des Generalstabsoffiziers Hermann Czettritz (1865–1946) und seiner englischen Frau Mary Page. Sie brachte ihren jüngeren Sohn Harald (geb. 1921), der sich später Harold nannte, mit in die Ehe, während ihr älterer Sohn Jürgen beim Vater blieb. Marieluise arbeite als Sekretärin bei der Deutschen Liga für Menschenrecht, wo sie und Emil Gumbel einander kennenlernten. Sie starb im November 1952 an einem Krebsleiden.

## Werke (Auswahl)

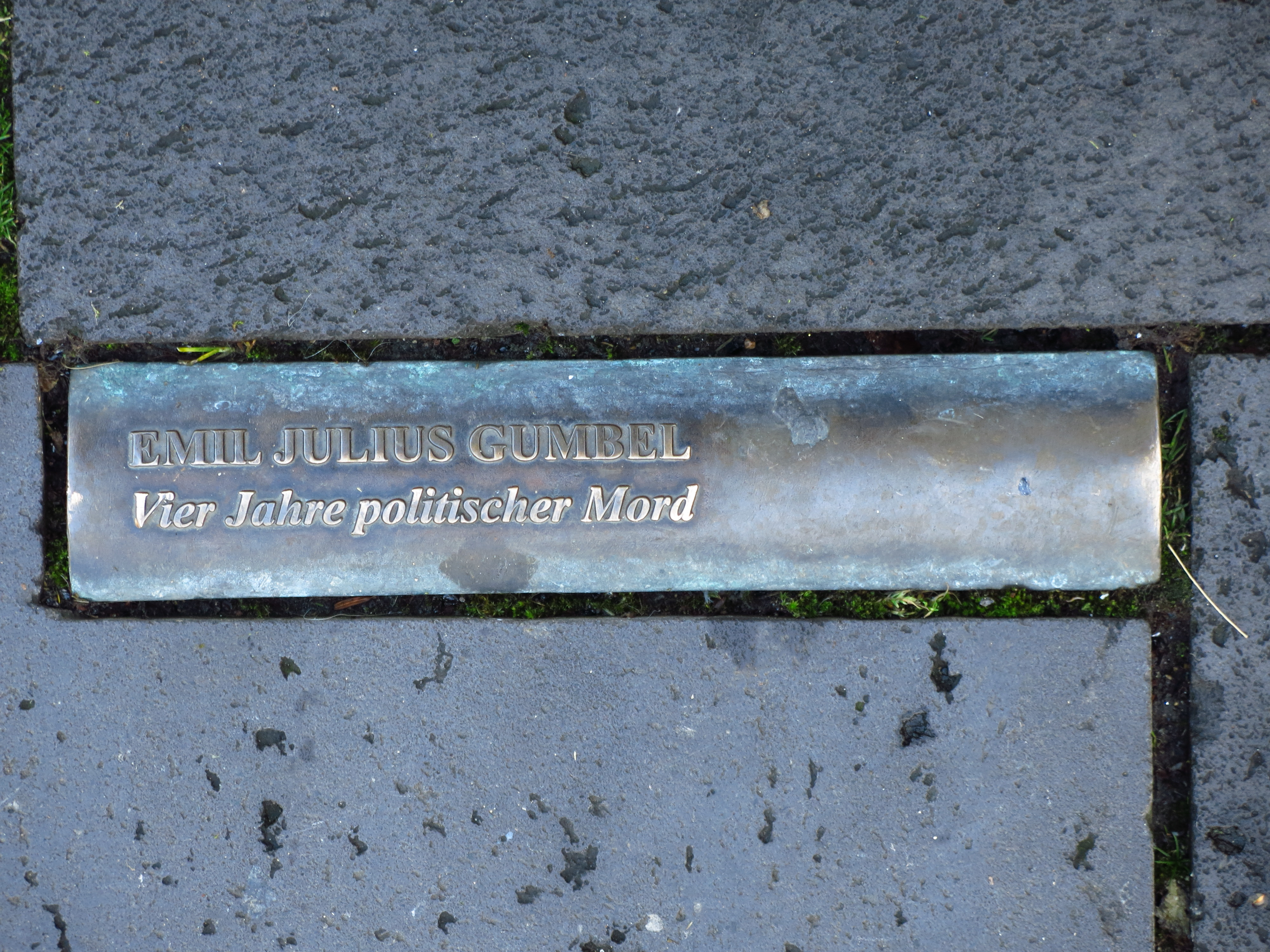
Vier Jahre politischer Mord, Mahnmal zur Bücherverbrennung auf dem Bonner Marktplatz

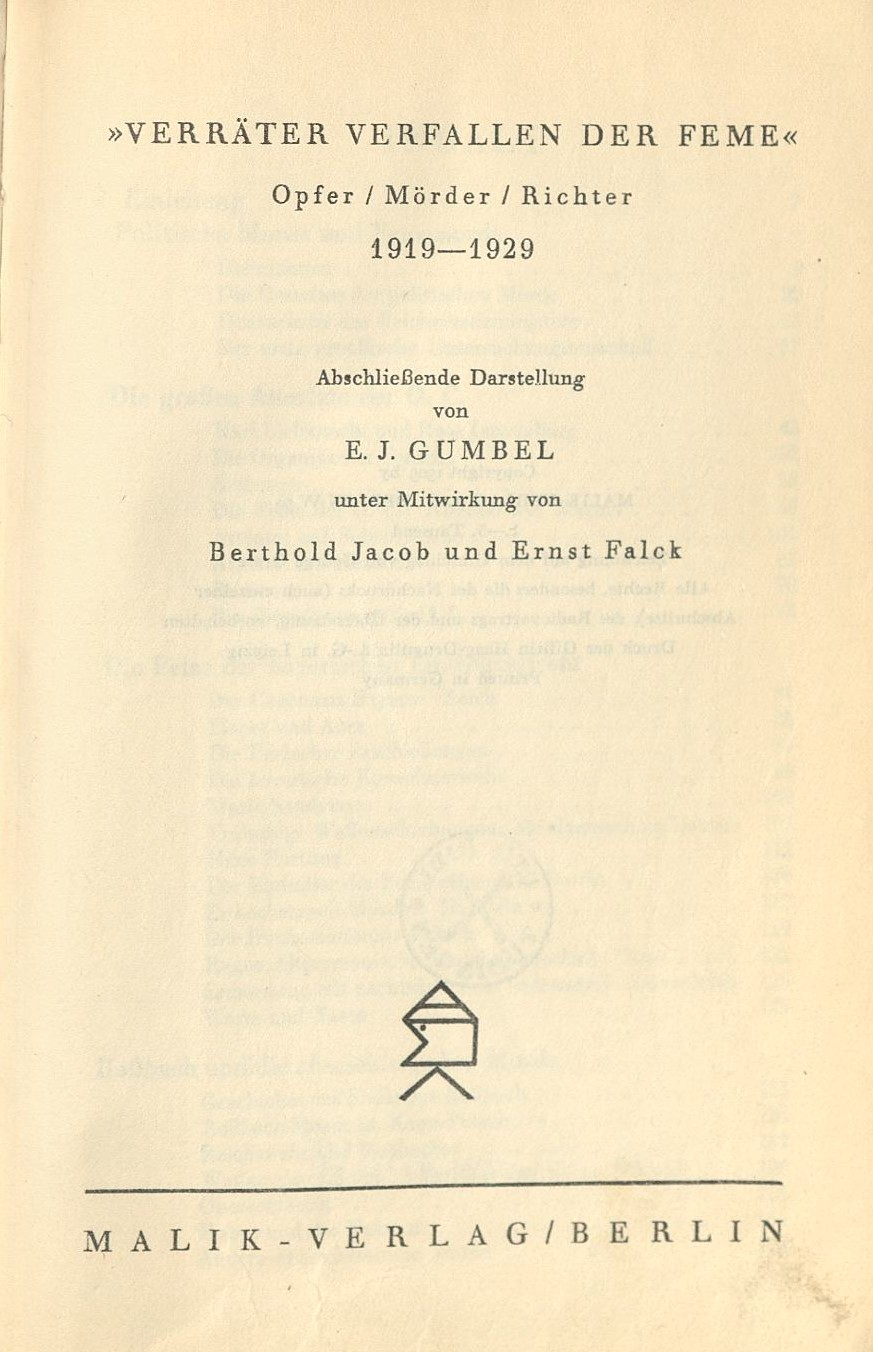
„Verräter“ (1929)

- Vier Jahre Lüge. E. Berger, Neues Vaterland, Berlin 1919. (= Flugschrift des „Bundes Neues Vaterland“, Nr. 5.)
- Zwei Jahre Mord. Neues Vaterland, Berlin 1921. Ab der 5., wesentlich erweiterten Auflage unter dem Titel:
- Vier Jahre politischer Mord. Verlag der neuen Gesellschaft, Berlin-Fichtenau 1922, Projekt Gutenberg und Digitalisat.[17] Viele weitere Auflagen, ab 1927 mit einem Geleitwort Albert Einsteins.
  - Reprint: Vier Jahre politischer Mord und Denkschrift des Reichsjustizministeriums zu Vier Jahre Politischer Mord. Vorwort Hans Thill. Das Wunderhorn, Heidelberg 1980, ISBN 978-3-88423-011-4. (Die Denkschrift s. u.)
- Die Denkschrift des Reichsjustizministers über „Vier Jahre politischer Mord“. Hrsg. Emil Julius Gumbel, Malik, Berlin 1924.
- Verschwörer. Beiträge zur Geschichte und Soziologie der deutschen nationalistischen Geheimbünde seit 1918. Malik, Wien 1924.
  - Reprint: Verschwörer. Zur Geschichte und Soziologie der deutschen nationalistischen Geheimbünde 1918–1924. 2. Auflage. Verlag Das Wunderhorn, Heidelberg 1979, ISBN 3-88423-003-4.
- Vom Russland der Gegenwart. E. Laubsche Verlagsbuchhandlung, Berlin 1927. Geleitwort Albert Einstein.
  - Reprint: Vom Russland der Gegenwart. Vorwort Ossip K. Flechtheim. Das Wunderhorn, Heidelberg 1982, ISBN 978-3-88423-020-6. Reprint ebenfalls hier[18]
- Verräter verfallen der Feme. Opfer - Mörder - Richter (1919–1929), Malik, Berlin 1929.
  - Neuausgabe: Emil Julius Gumbel, unter Mitwirkung von Berthold Jacob und Ernst Falck: Verräter verfallen der Feme. Opfer/Mörder/Richter 1919-1929. Herausgegeben und mit einer biographischen Notiz versehen von Carsten Pfeiffer. Verlag Das Kulturelle Gedächtnis, Berlin 2023, ISBN 978-3-946990-34-5.
- „Lasst Köpfe rollen!“ Faschistische Morde 1924–1931. Deutsche Liga für Menschenrechte, Berlin 1931. Reprint 1991.[19]
- Freie Wissenschaft. Ein Sammelbuch aus der deutschen Emigration. Sebastian-Brant Verlag, Strasbourg 1938. Mit Aufsätzen und Selbstbi(bli)ographien von: (Kapitel „Geistige Situation“:) Anna Siemsen, Theodor Geiger, Walter A. Berendsohn, F. W. Förster, Fritz Lieb, Siegfried Marck; (Kapitel „Staat und Gesellschaft“:) Julius Lips, A[rthur] Baumgarten, Carl Misch, Gottfried Salomon, Alfred Meusel, Arthur Rosenberg; (Kapitel „Naturwissenschaft“:) Walter Landauer [Biologe, nicht der Verleger!], Julius Schaxel, E[mil] J[ulius] Gumbel.
- Statistics of Extremes. Columbia University Press, New York 1958.
- Vom Fememord zur Reichskanzlei. Vorwort Walter Fabian, Lambert Schneider, Heidelberg 1962. (Sonderdruck aus Erich Fromm, Hans Herzfeld, Kurt R. Grossmann Hrsg.: Der Friede, Idee und Verwirklichung. Festgabe für Adolf Leschnitzer anlässlich seines 60. Geburtstages am 3. Februar 1959, Lambert Schneider, 1961.)

## Film
- David Ruf. Statistik des Verbrechens – Ein Mathematiker kämpft gegen die Nazis. Animationen von Nuno Viegas. 21. November 2019 im SWR Fernsehen. Dokumentarfilm mit historischem Bildmaterial, Zeitungsausschnitten, Interviews und szenischen Animationen. „Es geht um Populismus, sprachliche Radikalisierung, Fake News und um die Diffamierung und Bedrohung einzelner und ganzer Teile der Gesellschaft.“[20]
- Exterme Werte – Die Geschichte von E. J. Gumbel. Buch und Regie: David Ruf. Schwenk Film, Rocinante Film, SWR für Junger Dokumentarfilm; 2022.[21]

## Ausstellungen (Auswahl)
- Emil Julius Gumbel: Im Kampf gegene Extreme und für die Weimarer Republik. 2023, Hamburg,  Universitätsbibliothek der Helmut-Schmidt-Universität
- Extreme Werte. Emil Julius Gumbel. Mathias Scherer, Technische Universität München. 2024, Konstanz.[22]

## Würdigungen
- Im Jahr 1991 fand aus Anlass des 100. Geburtstages eine akademische Gedenkfeier der Universität Heidelberg statt, bei der durch die Universitätsleitung die Unrechtmäßigkeit der Entlassung ausdrücklich festgestellt wurde.[23]
- Seit 2006 gibt es auf der jährlich stattfindenden Wissenschaftstagung „Statistische Woche“ eine „Gumbel-Vorlesung“ als Ehrung.
- Im Jahr 2017 wurde in Heidelberg die Emil-Gumbel-Straße[24] nach ihm benannt.[25]
- Im Jahr 2022 wurde Emil Julius Gumbel durch die Berliner Mathematische Gesellschaft e. V. als „Mathematiker des Monats Juli 2022“ geehrt.[26]
- Am 7. Februar 2024 wurden im Rahmen der Aktion „Stolpersteine“ des Künstlers Gunter Demnig in Heidelberg vor dem Haus in der Beethovenstr. 39 drei Stolpersteine für Emil Julius Gumbel, Marie Luise Gumbel und Harald Gumbel verlegt.[27]